# المجهم (بكيل المير)

تعديل مصدري - تعديل

المجهم هي إحدى قرى عزلة عزمان بمديرية بكيل المير التابعة لمحافظة حجة، بلغ تعداد سكانها 386 نسمة حسب تعداد اليمن لعام 2004.